# Hyoscyamus aureus
Hyoscyamus aureus, el beleño dorado es una especie de planta herbácea del género Hyoscyamus de la familia Solanaceae.

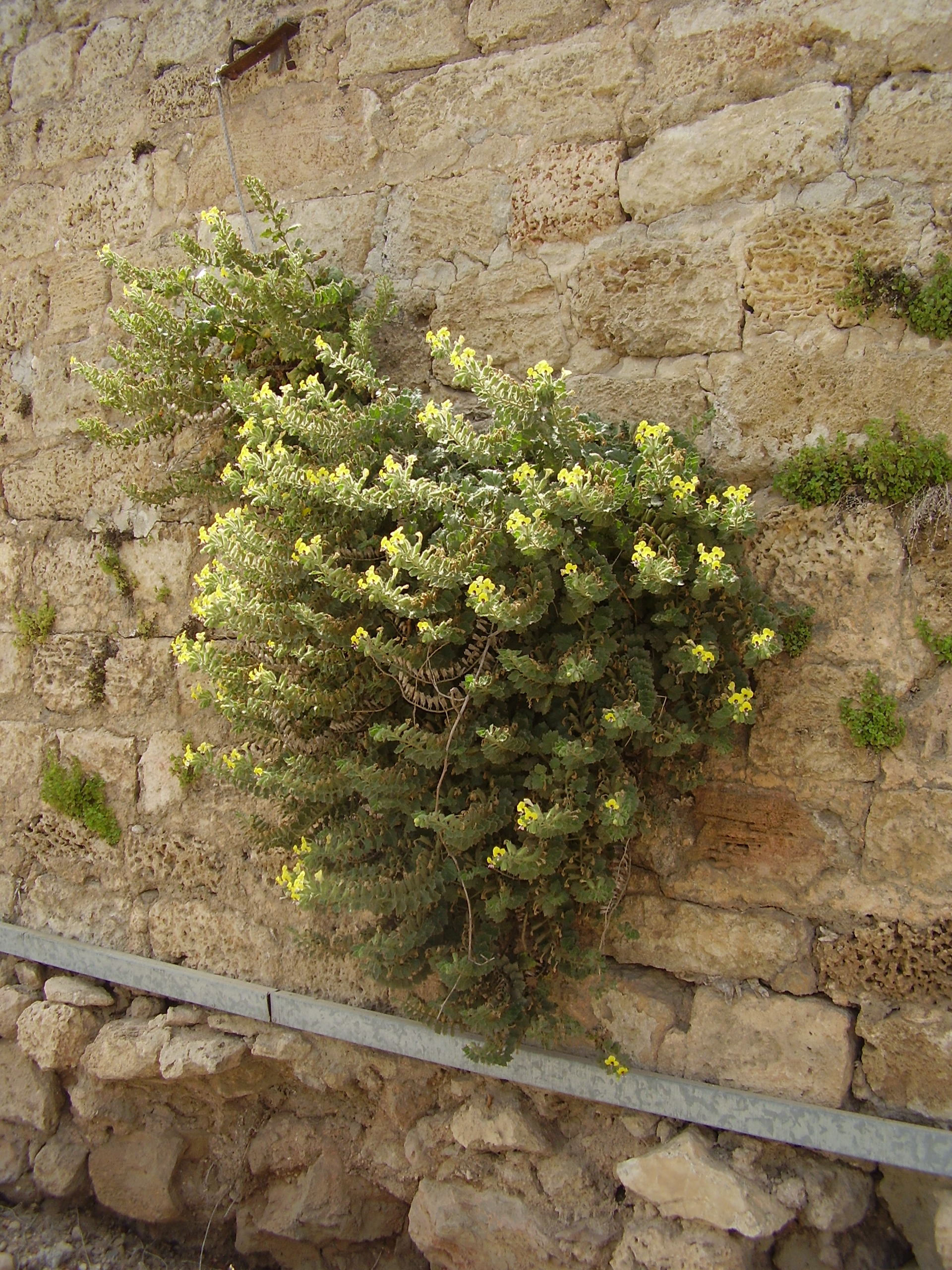
En su hábitat

- Como todas las especies del género Hyoscyamus, es una planta venenosa que, aunque tenga ciertos usos farmacéutico/medicinales benéficos, para diversas dolencias y en dosis, usualmente homeopáticas, bien definidas, debe manejarse con suma precaución, ya que, entre otros aspectos, la cantidad de principios activos peligrosos para una especie o, incluso, un individuo en particular puede variar de manera importante e imprevisible según las condiciones edáficas y climáticas del lugar de recolección.

## Descripción
Tiene las mismas características y propiedades que el Beleño negro y se diferencia en tener las flores de color dorado.

## Distribución geográfica y hábitat
Es original de la cuenca del mar Mediterráneo.

## Composición, propiedades y usos
- Es una planta venenosa que tiene muchos alcaloides como principio activo, principalmente Hiosciamina
- A dosis elevadas se convierte en narcótico
- Usado en homeopatía como calmante
- En pueblos primitivos se utilizaba como afrodisíaco, siendo el principal componente de los "filtros de amor"
- Utilizado bajo control médico para tratar los "delírium tremens", epilepsia, insomnio, terrores, bronquitis asmática, etc.[2]

## Taxonomía
Hyoscyamus aureus fue descrito por Linneo y publicado en Species Plantarum, vol. 1, p. 180, 1753.
Etimología
- Hyoscyamus: del latín hýoscýǎmus, -i, prestado del griego ύοσχύαμoς, evocado en Plinio el Viejo en su Naturalis Historia (25, XVII) y ya empleado por los Griegos para nombrar diversas especies del género. El vocablo está construido por las palabras griegas ύοσ, cerdo, jabalí, y χύαμoς, haba, o sea 'Haba de cerdo'[4][5][6] y se trataría de una alusión a un episodio de la Odisea en el cual, simplificándolo, Circe, la maga, transforma los compañeros de Ulises en gorrinos haciéndoles beber una poción a base de beleño; Ulises se salva, pues estaba inmunizado por el moly que Hermés le entregó a tiempo, pero sus acompañantes fueron presa de alucinación teriomórfica, provocada por la ingesta de la bebida, alucinación donde se metaforizan, no solo físicamente en cerditos, pero también adoptan sus comportamientos y «Circe les echó de comer bellotas, fabucos y el fruto del cornejo, todo lo que comen los cerdos que se acuestan en el suelo».[7]
- aureus: prestado del latín aurěus, -a, -um, de oro, dorado, en alusión al color de la corola.